# Priocca
Priocca (piemontesisch: Prioca) ist eine italienische Gemeinde in der Provinz Cuneo (CN), Region Piemont.

## Lage und Einwohner
Priocca liegt auf einer mittleren Höhe von 253 m über dem Meeresspiegel. Die Gemeinde liegt in der Region Roero und Teile der Rebflächen sind im Wein gleichen Namens zugelassen. Das Gemeindegebiet umfasst eine Fläche von 9 km² und hat 2075 Einwohner (Stand 31. Dezember 2023).
Die Nachbargemeinden sind Canale, Castellinaldo, Govone, Magliano Alfieri und San Damiano d’Asti (AT).

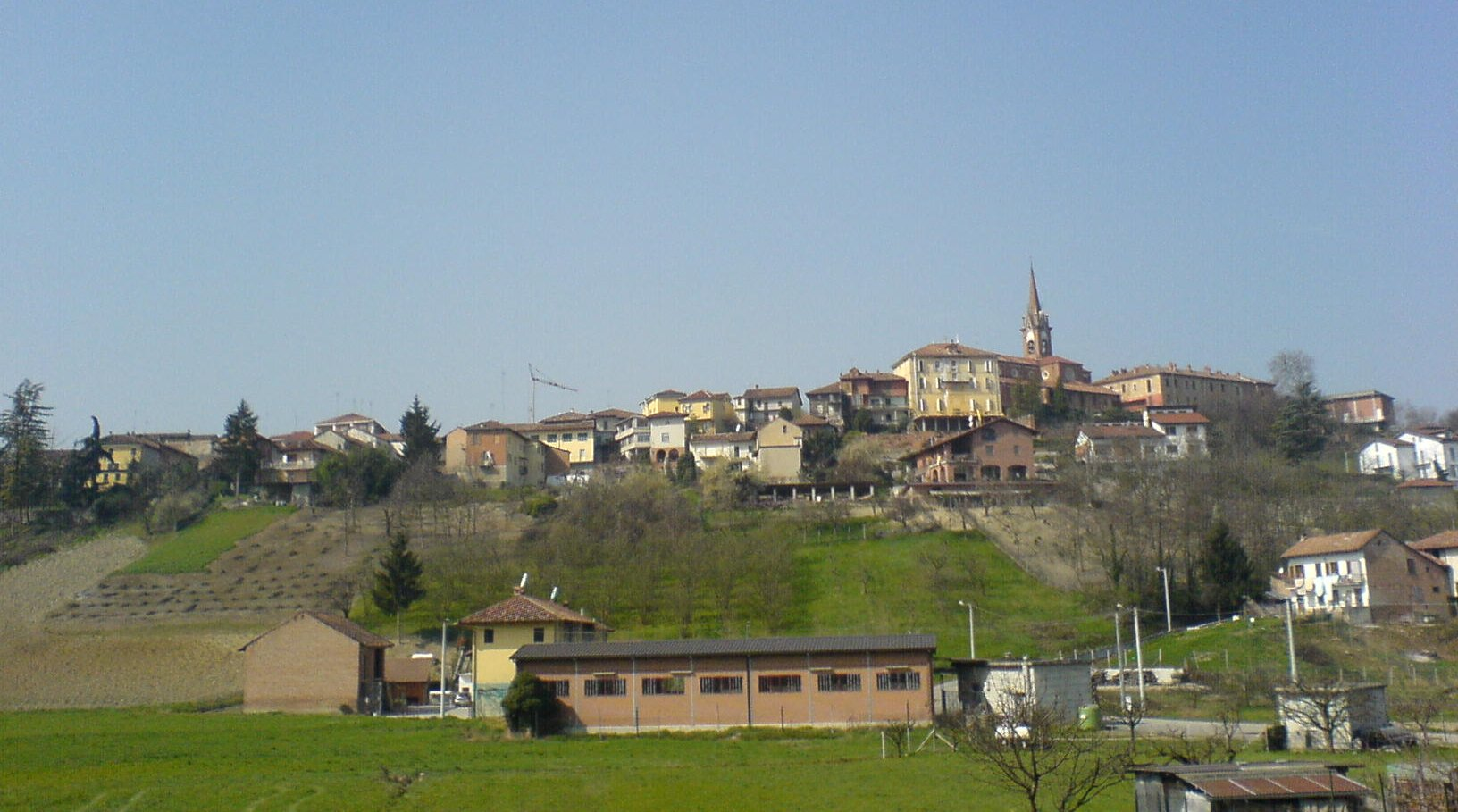
Panorama

## Geschichte

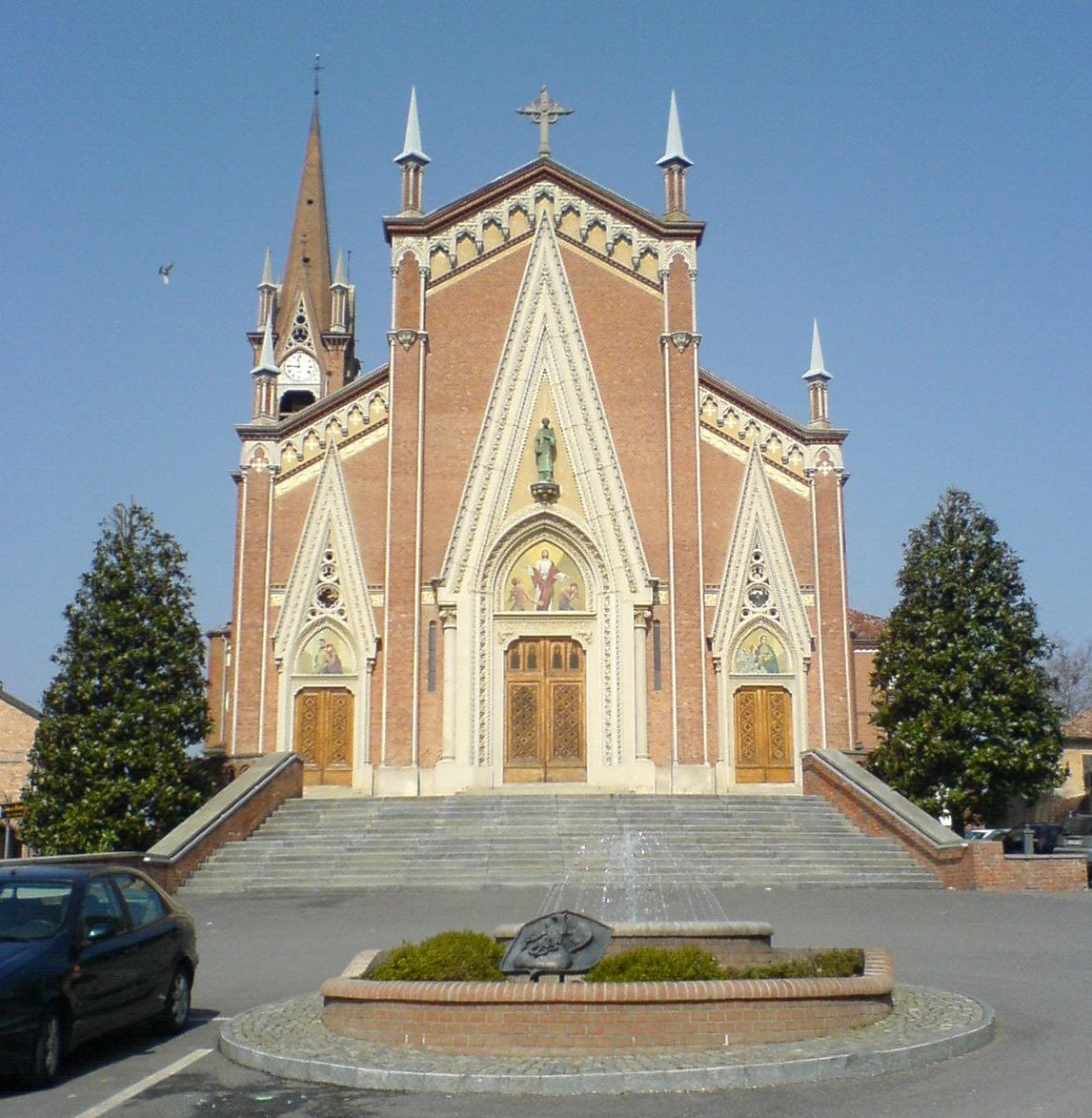
Die Kirche Santo Stefano

Es wurde seit prähistorischen Zeiten von ligurischen Stämmen bewohnt und erlebte, wie die meisten umliegenden Ländereien, die lange Jahrhunderte römischer Zivilisation. Sein heutiger Name leitet sich vom antiken „Predocha“ (aber es gibt auch die Version von „Pedroca“) ab, dessen Standort ungewiss ist, und die Stadt selbst war im Laufe der Jahrhunderte Gegenstand verschiedener Wanderungen.
Um das Jahr 1000 gelangte es in den Besitz der Kirche von Asti, dann ging es nach und nach an die Kastellaner von Govono, an verschiedene Herren, an die Roeros und an die Damianos von Castellinaldo. Man kann davon ausgehen, dass das ursprüngliche Dorf auf dem Hügel „della Stella“ lag, rund um ein altes Kloster, das möglicherweise den Benediktinern gehörte, die ihre Klöster auf den Hügeln errichteten, wo es leichter war, Ruhe und Frieden zu finden. Dennoch blieb es vom Einfall der Sarazenen in den Jahren 918–919 n. Chr. nicht verschont, der es und sein religiöses Zentrum plünderte und fast vollständig zerstörte.

## Sehenswürdigkeiten
- Die Pfarrkirche Santo Stefano, einst Burgkapelle, erbaut von 1905 bis 1908, mit seinem markanten 40 m hohen Glockenturm.[3]
- Die Kirche San Rocco, von der nur noch wenige Ruinen übrig sind und die aus der ersten Hälfte des 11. Jahrhunderts stammt.
- Die Kirche San Silvestro, die in einem Dokument aus dem Jahr 1242 mit dem Namen „de Curmurio“ erwähnt wird.
- Die 1891 erbaute Borromäuskirche mit Ostfassade.
- Die Kapelle der Geburt der Jungfrau Maria, die kürzlich abgerissen und wieder aufgebaut wurde.
- Die Kirche San Michele aus dem Jahr 1861 mit drei kleinen Schiffen und Glockenturm.